# 謝慧青
謝慧青（1968年—） 當代藝術獨立策展、評論與研究者，主要研究領域為當代藝術、新媒體藝術、科技文化研究、視覺文化研究、性別研究。現任世新大學、中原大學與國立臺北護理健康大學兼任講師。曾於2010、2011年兩度獲選文化部指導、國立台灣美術館主辦的數位藝術策展案。

## 經歷
1990年中山大學物理系畢業，1993年取得美國波士頓東北大學物理碩士，1995年取得西蒙斯學院人文研究所美術史碩士，後於紐約市立城市大學美術史研究所繼續進修，返國後於輔仁大學跨文化研究所取得博士學位。曾任《典藏今藝術》、《建築Dialogue》等藝文雜誌相關主編、鶯歌陶瓷博物館典藏組研究人員。 
2009年以論文「虛擬身體之身份建構與性別扮演—以網路藝術作品為例」獲得第三屆數位藝術評論獎，同年以論文「Cyborg身體再現—基因改造與派崔西亞‧佩契妮妮作品」獲得世安美學論文獎首獎。2010、2011年分別以「成為賽柏格Becoming Cyborg」與「人工智能改AI PLUS」獲選國立台灣美術館數位藝術方舟策展案。

## 策展
謝慧青策展作品主要有性別與賽博格兩面向。2012年謝慧青與彭佳慧、 游婷敬共同策畫〈女人們的白色房間〉一展，以吳爾芙「女人要有自己的房間，和一筆屬於自己的錢」為出發點，使用白色作為基調，港台17位女性藝術家將各自的生命經驗串織進裝置藝術作品，媒材則包含紙、布、白瓷、纖維、石膏、絲瓜、鋼刷、洗衣夾等女性生活中常接觸之物件，突顯女性藝術家細膩且獨特之創作風貌。
2011年國立台灣美術館策展「成為賽柏格Becoming Cyborg」，強調了自然身體與科技身體之間的關聯，呈現賽柏格跨越生命/非生命、人類/非人類、真實/想像等種種邊界。邀請山口典子（Noriko Yamaguchi）、施懿珊、黃世傑、黃贊倫、陳文祺、葉廷皓六位藝術家，作品以新媒體藝術為主，包含感應機械裝置、錄像藝術、數位輸出、網路藝術等等，透過藝術家的作品，思考人與機械逐漸融合依賴的時代現象。

策展列表
| 時間                           | 地點               | 活動                                                            |
| ------------------------------ | ------------------ | --------------------------------------------------------------- |
| 2010年6 月10日至7月17 日       | 台北悠閒藝術中心   | 「新山水 動水墨」策展人。                                       |
| 2011年3月12日至4月10日         | 台北數位藝術中心   | 「i-City：存在．不存在的城市」策展人。                          |
| 2011年10月22至2012年2月        | 國立台灣美術館     | 「成為賽柏格Becoming Cyborg」策展人，2011年數位藝術方舟策展案。 |
| 2011年11月12日至2012年12月11日 | 高雄市駁二藝術特區 | 「ACA交流電: 動漫與當代藝術相遇」策展人                         |
| 2012年2月18日至4月1日          | 台中金典綠園道     | 「遇見綠光：金典綠園道新媒體藝術展」策展人                      |
| 2012年4月28日至6月17日         | 高雄市駁二藝術特區 | 「女人們的白色房間」策展人                                      |
| 2012年6月23日至8月5日          | 台北數位藝術中心   | 「機動．森林」策展人                                            |
| 2012年11月24日至2013年2月17日  | 國立台灣美術館     | 「人工智能改AI Plus」策展人，國立台灣美術館數位藝術方舟         |
| 2013年1月18日至2013年3月17日   | 高雄市駁二藝術特區 | 2013好漢玩字節，「好字動－字體繁殖館」策展人                    |
| 2013年4月27日至2014年3月30日   | 朱銘美術館         | 「她們—凝視與對話」策展團隊                                     |